# Målagölen (Oskars socken, Småland)
Målagölen är en sjö i Nybro kommun i Småland och ingår i Hagbyåns huvudavrinningsområde.